# پناهگاه حمله هوایی

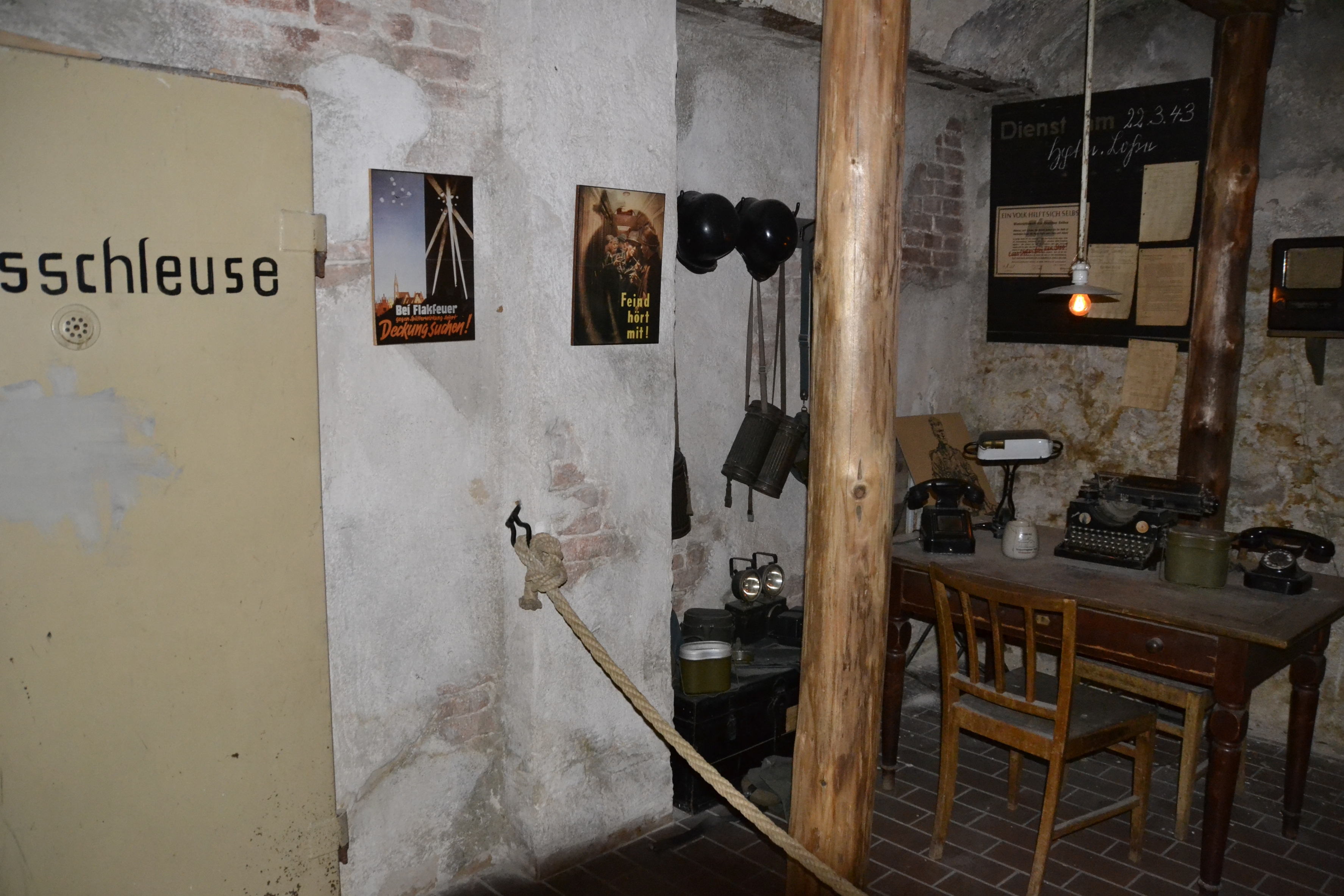
نمایی از یک‌نوع پناهگاه حمله هوایی طی جنگ جهانی دوم در موزه آتش‌نشانی مونیخ

پناهگاه حمله هوایی (انگلیسی: Air raid shelter) ساختارهایی برای محافظت از افراد غیر رزمی و همچنین پیکارگر در برابر حملات دشمن از هوا است. آنها از بسیاری از نظر به پناهگاه شباهت دارند، اگرچه برای دفاع در برابر حمله زمینی طراحی نشده‌اند.